# C/1973 E1 (Kohoutek)
C/1973 E1 (Kohoutek) ist ein Komet, der um den Jahreswechsel 1973/74 mit dem bloßen Auge beobachtet werden konnte. Der Komet wurde im Vorfeld von den Medien als „Jahrhundertkomet“ angekündigt, blieb dann aber hinter diesen überzogenen Erwartungen weit zurück. Auf wissenschaftlichem Gebiet wurde er der am besten erforschte Komet zur Zeit seiner Erscheinung.

## Entdeckung und Beobachtung
Der Komet 3D/Biela war bei seiner Wiederkehr 1845/1846 in zwei Teile zerbrochen. Sie konnten zwar 1852 noch ein weiteres Mal beobachtet werden, seither wurde aber nichts mehr von ihnen gesehen. Brian Marsden hatte 1971 neue Bahnelemente des Kometen veröffentlicht, was hoffen ließ, dass eine erneute Suche nach dem Kometen zu einem Auffinden irgendeines Überrestes von ihm führen könnte. Der Astronom Luboš Kohoutek an der Hamburger Sternwarte in Bergedorf entschloss sich, an dieser Suche teilzunehmen, und inspizierte zwischen Oktober und November 1971 mehrere Himmelsareale. Obwohl er keine Kometenreste fand, entdeckte er dabei 52 bisher unbekannte Asteroiden, von denen bei 35 eine Bahnbestimmung durchgeführt werden konnte. Die meisten von ihnen sollten Anfang 1973 wieder in günstiger Beobachtungsposition sein, daher versuchte Kohoutek, sie wieder mit einem 80-cm-Schmidt-Teleskop zu beobachten. Am 18. März 1973 entdeckte er auf zwei Aufnahmen, die er am 7. und 9. März auf der Suche nach dem Asteroiden (8606) 1971 UG gemacht hatte, einen nebligen Fleck mit einer Helligkeit von etwa 16 mag, der sich weiterbewegt hatte. Er meldete seine Beobachtung am 19. März an das Central Bureau for Astronomical Telegrams (CBAT) und konnte den Kometen am 21. März bei einer Helligkeit von 15 mag wieder auffinden.
Zum Zeitpunkt seiner Entdeckung war der Komet noch 5,2 AE von der Sonne und 4,2 AE von der Erde entfernt; dies war zu jener Zeit der größte Sonnenabstand für eine Kometenentdeckung. Nachträglich konnte Kohoutek ihn auch auf einer Fotografie auffinden, die er bereits am 28. Januar (ebenfalls auf der Suche nach dem Asteroiden 1971 UG) gemacht hatte. Eine erste Bahnberechnung durch Marsden ergab, dass der Komet gegen Ende des Jahres in Sonnennähe kommen und dann ein helles Objekt für die Beobachtung mit dem bloßen Auge werden könnte.
Während der folgenden Monate konnte der Komet aber zunächst nur fotografisch beobachtet werden. Bis Ende April war seine Helligkeit auf 14,5 mag gestiegen und er konnte von Elizabeth Roemer in Arizona erstmals visuell durch ein Teleskop beobachtet werden. Ende Mai gelangen die letzten Beobachtungen in Argentinien, bevor der Komet sich für Beobachter auf der Erde zu sehr der Sonne näherte. Ende September konnte der Komet durch Tsutomu Seki in Japan erstmals wieder fotografiert werden; er hatte sich inzwischen der Sonne bis auf 2,2 AE genähert. Im Oktober wurde der Komet vielfach in der Morgendämmerung beobachtet. Seine Helligkeit lag bei etwa 10 mag, aber sie stieg weiter an, sodass der Komet ab der zweiten Hälfte des Oktobers von vielen Beobachtern visuell mit Teleskopen und Ferngläsern beobachtet werden konnte, und erreichte Anfang November 8 mag. Auch ein Schweif hatte begonnen, sich auszubilden, und erreichte bis Ende November eine Länge von 1°.
Anfang Dezember wurde der Komet in Florida bei einer Helligkeit von 5,5 mag erstmals mit bloßem Auge beobachtet. Er näherte sich immer mehr der Sonne, was seine Beobachtung in der Morgendämmerung erschwerte. Mitte des Monats war die Helligkeit auf etwa 4 mag gestiegen und die Schweiflänge betrug 12–15°. Der Komet war immer weiter in den Südhimmel gewandert und wurde vor seiner Konjunktion mit der Sonne zum letzten Mal am 22. Dezember bei einer Helligkeit von etwa 2,5 mag von einem Beobachter in Australien und von John Caister Bennett in Südafrika aufgefunden.

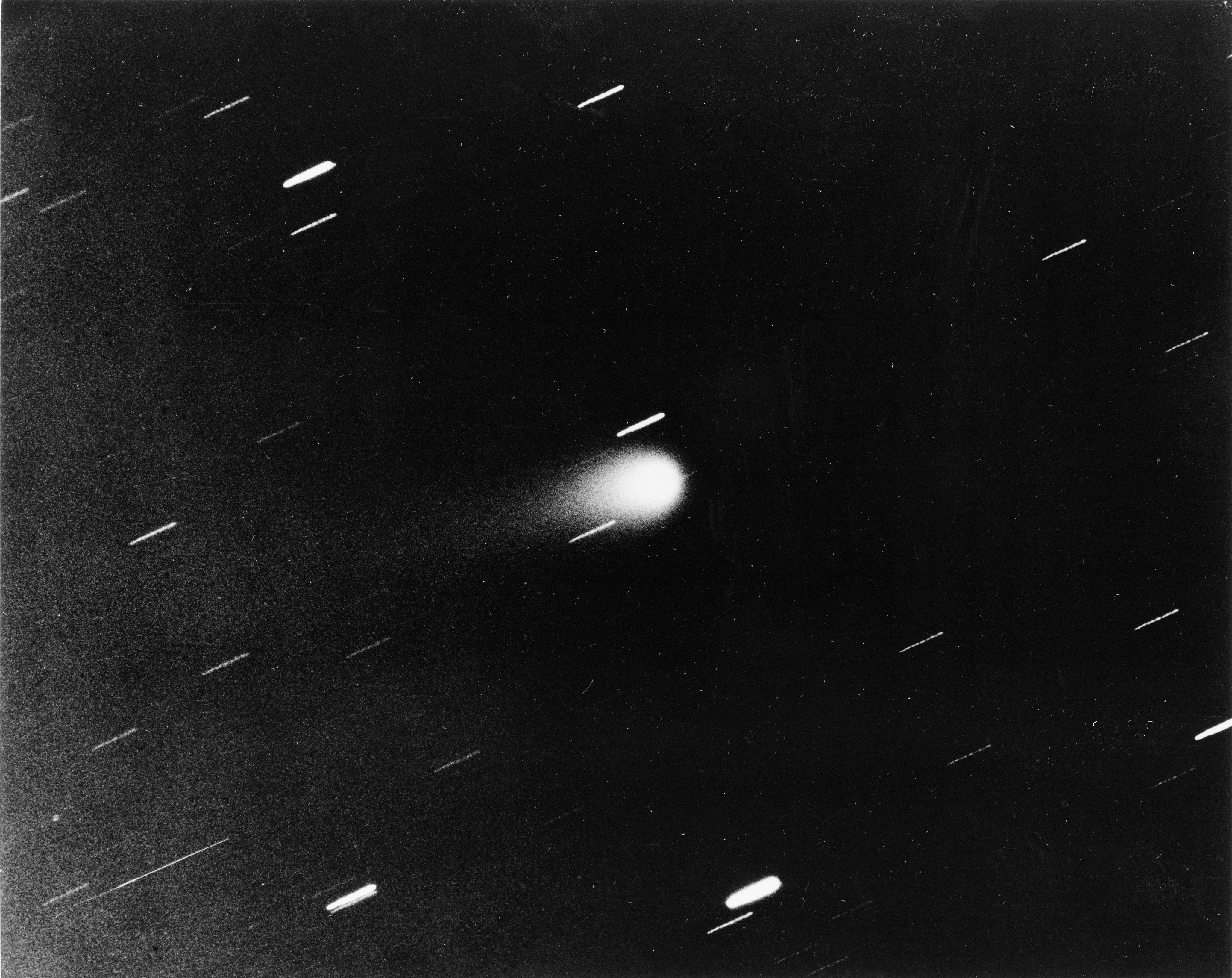
Komet Kohoutek fotografiert von einem Astronauten an Bord von Skylab

Am 27. Dezember ging der Komet für Beobachter auf der Erde in einem Winkelabstand von 0,6° an der Sonne vorbei. Beobachtet werden konnte dies allerdings nur von Bord der Weltraumstation Skylab mit einem Koronografen. Die Helligkeit wurde mit „sicher heller als 0 mag und möglicherweise heller als −3 mag“ angegeben. Zwei Tage später berichteten die Astronauten der Mission Skylab 4 von einem „spektakulären, auf die Sonne zu gerichteten Strahl“, der auch am folgenden Tag noch zu sehen war. Ein solcher Gegenschweif war bereits von Zdenek Sekanina vorhergesagt worden; er machte Teilchen im Submillimeter- oder Millimeter-Bereich dafür verantwortlich, die sich bereits zwei Monate zuvor vom Kometenkern gelöst hatten. Erst später wurde bekannt, dass auch der japanische Amateurastronom K. Mameta in Kobe den Kometen am Morgen des 27. Dezember kurz nach Sonnenaufgang für mehrere Minuten mit einem Fernglas am Taghimmel beobachtet hatte.
Im Januar 1974 wurde der Komet am intensivsten beobachtet. Er war jetzt in der Abenddämmerung zu sehen und nach Helligkeitsschätzungen um 0 mag Anfang des Monats sanken die Werte unerwartet schnell wieder ab auf 4 mag um den 10. Januar und unter 6 mag bis Ende des Monats. Die Schweiflänge hatte von 3–5° auf etwa 1° abgenommen. Bei gleichem Sonnenabstand lag die Helligkeit nach dem Periheldurchgang etwa 1,5 mag unter der vor dem Periheldurchgang. Auch im Februar wurde der Komet noch vielfach beobachtet, zunächst mit Ferngläsern, dann mit Teleskopen. Der Gegenschweif konnte noch den ganzen Monat beobachtet werden. Im März waren dann keine visuellen Beobachtungen mehr möglich, Mitte des Monats lag die Helligkeit des Kometen noch bei 9 mag, der Komet erschien als große, sehr schwache und diffuse Wolke. Ende April gelangen noch wenige Aufnahmen bei einer Helligkeit von 18 mag und zum letzten Mal konnte der Komet am 10. November 1974 durch E. Roemer in Arizona fotografiert werden; sie schätzte die Helligkeit auf 22 mag.
Der Komet erreichte eine maximale Helligkeit von 0 mag, nach anderen Angaben erreichte er −3 mag.

## Auswirkungen auf den Zeitgeist
Als der Komet entdeckt wurde, war er noch so weit von der Sonne entfernt wie der Planet Jupiter; ermöglicht wurde dies durch seine relativ große Helligkeit bereits in dieser Entfernung. Bald nach seiner Entdeckung wurden einerseits Bahnelemente berechnet, die auf ein Periheldatum um den 28. Dezember hindeuteten, andererseits wurden mögliche Szenarien für seine Helligkeitsentwicklung durchgespielt. So berechneten Henri Debehogne und Jean Meeus aus den bis Ende April 1973 vorliegenden Daten Ephemeriden und Vorhersagen für die Helligkeit des Kometen. Man rechnete im günstigsten Fall mit einer Sichtbarkeit mit bloßem Auge ab Anfang November, einer Helligkeit wie der Polarstern gegen Ende November und einer Helligkeit wie Jupiter um die Mitte Dezember. Bis zu seinem Periheldurchgang wäre in einem sehr optimistischen Fall mit einer Helligkeit bis zu −10 mag zu rechnen, so dass der Komet ähnlich hell wie der Halbmond leicht am Taghimmel neben der Sonne zu sehen wäre. Es wurde allerdings klar gestellt, dass dies wahrscheinlich ein viel zu optimistisches Szenario sein dürfte, denn in einem weniger optimistischen Fall wäre nur mit Maximalhelligkeiten von etwa 0 mag zu rechnen. Es wurde daher noch einmal herausgestellt, dass man zum damaligen Zeitpunkt nicht mehr sagen könne, als dass der Komet vielleicht am Tage zu sehen sein könnte.
Die Massenmedien stürzten sich (nicht überraschend) auf die optimistischsten Vorhersagen und die Öffentlichkeit, besonders in den Vereinigten Staaten, wurde schon darauf vorbereitet, dass es einen „Weihnachtskometen“ geben würde, aber den endgültigen Anstoß zur Hysterie gab ein Interview eines Experten der NASA, der beiläufig bemerkte, dass „Kometen dieser Größe nur einmal in hundert Jahren auftreten“. Damit wurde ein wahrer Kometenrausch ausgelöst, man sprach nur noch vom „Kometen des Jahrhunderts“, der noch die Erscheinung des Halleyschen Kometen von 1910 in den Schatten stellen würde, der heller als der Vollmond in der Nacht leuchten würde und am Tag zu sehen wäre mit einem Schweif, der ein Sechstel des Himmels überspannt. Bis Mitte des Jahres 1973 waren diese „Fakten“ den meisten Menschen bekannt und ihr Wahrheitsgehalt wurde scheinbar noch dadurch bestätigt, dass sogar der Start der Skylab-4-Mission hinausgezögert wurde, damit die Astronauten den Kometen während ihrer Weltraumspaziergänge beobachten konnten. Es wurden Souvenirs zuhauf verkauft, Kometenreisen in dunkle Gegenden organisiert und sogar eine dreitägige „Komet Kohoutek-Kreuzfahrt“ mit der Queen Elizabeth 2 wurde für Dezember auf dem Atlantik arrangiert, während der der Entdecker einen Vortrag über „seinen“ Kometen halten sollte (was wegen eines Anfalls von Seekrankheit allerdings ausfiel).
In Deutschland titelte ein großes Boulevardblatt bereits am 20. Juni 1973: „Riesiger Komet rast auf unsere Erde zu…“, teilweise wurde in seriösen Zeitschriften aber auch sachlicher über den Kometen berichtet. Als sich im November abzeichnete, dass der Komet nicht die optimistischen Vorhersagen erfüllen würde, gab es warnende Stimmen von Experten, die aber ungehört blieben. Im Dezember stieg der Verkauf von Teleskopen in den USA um 200 % und noch am 17. Dezember veröffentlichte das Magazin „Time“ einen reißerischen Special Report: Kohoutek: Comet of the Century.
Als der Komet um die Weihnachtszeit nicht die erwartete Helligkeitsentwicklung zeigte und nach seinem Periheldurchgang relativ rasch wieder verblasste, schlug die öffentliche Meinung schnell in Enttäuschung und Spott um und der Komet wurde jetzt als der „Reinfall des Jahrhunderts“, „Komet Kohouflop“, „Pleite“ oder „Fiasko“ bezeichnet. Schlimmer war jedoch, dass die Astronomie als exakte Wissenschaft im öffentlichen Ansehen für lange Zeit beschädigt war, dass man ihre Vorhersagen nicht mehr zur Kenntnis nahm und dass die Massenmedien sich in den folgenden Jahren insbesondere von allen Kometenthemen geflissentlich fernhielten. Als zwei Jahre später im März 1976 der Komet C/1975 V1 (West) als einer der größten Kometen des 20. Jahrhunderts erschien, wurde in Zeitungen nur beiläufig darüber berichtet, während Rundfunk und Fernsehen ihn völlig ignorierten, so dass die meisten Menschen nichts von diesem Kometen mitbekamen.

## Wissenschaftliche Auswertung
Auch wenn der Komet die überzogenen Erwartungen der Öffentlichkeit nicht erfüllen konnte, war er auf wissenschaftlichem Gebiet durchaus bemerkenswert. Durch seine frühzeitige Entdeckung fast zehn Monate vor dem Periheldurchgang (damals auch ein Rekord) bestand eine große Vorlaufzeit, in der Beobachtungsprojekte geplant und vorbereitet werden konnten, wodurch er zu einem der zu seiner Zeit am besten erforschten Kometen wurde. Außerdem wurde er auch von Menschen aus dem Weltraum beobachtet, nämlich von den drei Astronauten an Bord von Skylab und den zwei Kosmonauten an Bord von Sojus 13.
Die NASA richtete eine spezielle Arbeitsgruppe „Operation Kohoutek“ am Goddard Space Flight Center ein, um die Beobachtungen mit allen zur Verfügung stehenden Instrumenten zu koordinieren. Einige Wissenschaftler zweigten Untersuchungszeit von ihren eigentlichen Projekten ab, andere wurden mit neu eingerichteten Forschungsbudgets versorgt. Auch die Aktivitäten an anderen Einrichtungen, wie dem Smithsonian Astrophysical Observatory, dem Kitt-Peak-Nationalobservatorium und dem National Radio Astronomy Observatory, wurden von der NASA koordiniert, und bereits laufende Projekte, wie die Raumsonden Mariner 10 und Orbiting Solar Observatory 7 wurden dafür eingespannt. Das in Vorbereitung auf die Wiederkehr des Halleyschen Kometen eingerichtete Joint Observatory for Cometary Research (JOCR) in New Mexico wurde vorzeitig in Betrieb genommen.
Die gerätetechnische Ausstattung von Skylab ermöglichte umfangreiche Beobachtungen des Kometen. Es konnten dafür bereits an Bord vorhandene Messgeräte genutzt werden, wie das Apollo Telescope Mount (ATM), ein Spektroheliograf für das extreme Ultraviolett, ein Ultraviolett-Spektrograf, ein fotoelektrischer Scanner, ein Koronograf, Detektoren für Röntgenstrahlung oder eine 35-mm-Kamera. Zusätzlich wurde eine elektrografische Kamera für das ferne Ultraviolett von Apollo 16 bei der letzten Mission mitgenommen und wiederverwendet. Der Wissenschaftsastronaut Edward George Gibson erstellte während zehn Tagen eigenhändig Skizzen des Kometen und seines Schweifs.

### Fotografische Untersuchungen
Am Observatorio del Teide auf Teneriffa wurden fotografische Beobachtungen des Kometen durchgeführt, um den Staubgehalt des Schweifs zu bestimmen. Dabei konnte auf mehreren Aufnahmen ein geradliniger dunkler Strahl festgestellt werden, der sich 2 ½° vom Kopf des Kometen weg erstreckte. Die Existenz eines solchen Schattens konnte mit weiteren Aufnahmen am Joint Observatory for Cometary Research aber nicht bestätigt werden. Es handelte sich wahrscheinlich nur um ein fotografisches Artefakt oder eine Missinterpretation des Spaltes zwischen Staubschweif und Gasschweif.
Anfang Januar wurden mit einer Höhenforschungsrakete und einem elektrografischen Verfahren Bilder des Kometen im Infraroten aufgenommen. Ebenso wurden im Zeitraum Ende November 1973 bis Anfang Februar 1974 von Skylab Aufnahmen bei der Wellenlänge der Lyman-α-Linie gemacht. Es konnte daraus eine Produktionsrate von Wasserstoff und die zeitliche Entwicklung der Wasserstoff-Koma des Kometen abgeleitet werden.
Am 15. Januar 1974 wurden mit einem Teleskop an Bord einer Convair CV-990 der NASA zwei monochromatische Aufnahmen des Kometen im Licht einer Resonanz des OH-Radikals gemacht. Es konnte daraus die Produktionsrate und die Lebensdauer des Radikals bestimmt werden.

### Photometrische Untersuchungen
L. Kohoutek beobachtete den Kometen mit dem 50-cm-Teleskop am La-Silla-Observatorium in der zweiten Januarhälfte 1974 und unternahm photometrische Messungen mit Filtern für verschiedene Wellenlängen charakteristischer Substanzen in Kometen (CN, CO+, C2, Na). Zwanzig Jahre nachdem er diese photometrischen Messungen des Kometen gemacht hatte, wurden daraus die Produktionsraten von CN und C2, sowie das Verhältnis Gas zu Staub ermittelt. Ein durchschnittlicher Massenverlust an Gas und Staub konnte errechnet werden.
L. Kohoutek stellte auch die Messergebnisse tausender visueller und photoelektrischer Beobachtungen zusammen und erstellte daraus eine Lichtkurve des Kometen. Sie zeigte eine deutliche Abschwächung der Helligkeit nach dem Periheldurchgang. Vor dem Periheldurchgang war die Koma wesentlich gasreicher als danach. Eine vergleichbare Arbeit war auch bereits am Observatorium Skalnaté Pleso gemacht worden.
Intensive photoelektrische und infrarote Photometrie des Kometen zeigte, dass der Kern des Kometen einen Durchmesser von 10–15 km besitzt und dass der Komet relativ wenig Staub enthält. Dies lieferte neue Erkenntnisse über die Eigenschaften der Staubkörner von Kometen.

### Spektrografische Untersuchungen
Zahlreiche spektrografische Beobachtungen des Kometen zeigten die typischen bei Kometen zu beobachtenden Emissionslinien von CN, C3 und C2, so zum Beispiel Spektrogramme, die mit einem 91-cm-Teleskop der Goddard Optical Research Facility (GORF) in Maryland zwischen November 1973 und Februar 1974 aufgenommen wurden, oder Spektrogramme, die am Astrophysikalischen Observatorium Abastumani in Georgien vor und nach dem Periheldurchgang gemacht wurden. Dabei wurde auch ihre Intensität im Verhältnis zum Kontinuum und in Abhängigkeit vom Sonnenabstand des Kometen bestimmt. Aus Spektrogrammen, die Ende November 1973 am 91-cm-Teleskop des Okayama Astrophysical Observatory in Japan aufgenommen wurden, konnten die Produktionsraten von C2 und CN und ihr gegenseitiges Verhältnis abgeleitet werden. Am 25. November konnte dort ein erhöhter Gasausstoß von beiden Substanzen beobachtet werden.
Mit einem 52-cm-Teleskop des Uttar Pradesh State Observatory in Indien wurden in der ersten Dezemberhälfte 1973 Spektrogramme des Kometen im sichtbaren Bereich aufgenommen. Sie zeigten neben den typischen Emissionslinien von CN, C3, CH und C2 auch die Doppellinien von Natrium (Na). Diese konnten ab 7. Dezember festgestellt werden und sie wurden dann bei Annäherung des Kometen an die Sonne ständig stärker, ebenso wie die Linien von C3 und C2. Die Intensität der CN-Linie nahm dagegen ständig ab. Mit dem 152-cm-Teleskop am La-Silla-Observatorium wurden dann in der ersten Januarhälfte 1974 Spektrogramme des Kometen nach seinem Periheldurchgang aufgenommen. Es konnten Linien von C2, C3, CH, CO+, NH2 und atomarem Sauerstoff entdeckt werden. Die Linien von Na waren sehr stark in Sonnennähe und schwächten sich später deutlich ab.
Hochaufgelöste Spektren des Kometen wurden Anfang Januar 1974 am Kitt Peak Nationalobservatorium erhalten. Die Intensitäten der Linien von Hα, He und Na konnte bestimmt werden. Am 8. Januar 1974 wurden auf der White Sands Missile Range in New Mexico Teleskope und Spektrografen mit einer Rakete in eine Höhe von 200 km getragen und die Emissionslinien von atomarem Sauerstoff und atomarem Kohlenstoff entdeckt. Es konnten die Produktionsraten dieser Atome bestimmt werden, Kohlenstoff wurde dabei als ein wesentlicher Bestandteil des Kometen identifiziert, während Sauerstoff etwa doppelt so häufig vorkam.
Das Verhältnis von Methan (CH4) zu Kohlenstoffmonoxid (CO) in einer Kometenkoma lässt Rückschlüsse auf die Entstehungsbedingungen des Kometen zu. Beide Substanzen sind aber sehr flüchtig und daher nur in messbaren Mengen in Kometen zu erwarten, die zum ersten Mal in Sonnennähe kommen. Der Komet Kohoutek bot daher die Gelegenheit, eine solche Messung zu erproben. Es wurde dazu ein spezielles Verfahren entwickelt, um die Emissionslinien von CH4 beobachten zu können. Dies ist nur von einem Flugzeug oder aus dem Weltall möglich, weil die Erdatmosphäre diese Beobachtung beeinträchtigt. Nach dem Periheldurchgang des Kometen wurde in der ersten Januarhälfte 1974 auf Flügen der Convair CV-990 („Galileo II“) der NASA mit einem Fabry-Pérot-Interferometer an einem 30-cm-Teleskop die Kometenkoma beobachtet und die Emissionslinien von CH4 im Infraroten aufgenommen. Das Flugzeug flog dabei in 12 km Höhe von Los Angeles nach Vancouver. Die Beobachtungen stellten einen Test für das eingesetzte Verfahren und die verwendeten Instrumente dar. Aus den Messungen am 8. Januar wurde eine obere Grenze für die Produktionsrate von CH4 abgeleitet und mit den aus anderen Messungen erhaltenen Produktionsraten von CO verglichen. Beide Raten waren deutlich geringer als zunächst erwartet, dies wurde so interpretiert, dass die flüchtigen Gase bereits größtenteils bei größerem Sonnenabstand abgedampft waren und so auch mit zu der Helligkeit des Kometen bei seiner Entdeckung beigetragen hatten. Zugleich wurde dies als Hinweis darauf angesehen, dass der Kern des Kometen eine sehr poröse Struktur hätte.
Bereits bei den Kometen C/1963 A1 (Ikeya) und C/1969 T1 (Tago-Sato-Kosaka) waren aus Spektrogrammen die Verhältnisse der Isotopen 12C/13C bestimmt worden. Diese Werte waren vergleichbar mit denen, die auch sonst im Sonnensystem beobachtet wurden. Das Erscheinen eines neuen hellen Kometen bot die Gelegenheit, dieses Isotopenverhältnis weiter zu untersuchen. Mit dem 272-cm-Teleskop des McDonald-Observatoriums in Texas wurden im Verlauf des Januar 1974 eine Anzahl Spektrogramme des Kometen aufgenommen. Ihre Auswertung ergab Werte für das Isotopenverhältnis, die vergleichbar mit dem entsprechenden Wert auf der Erde waren. Auch ein Spektrogramm, das Mitte Januar 1974 mit dem 188-cm-Teleskop des Okayama Astrophysical Observatory in Japan vom Kometen Kohoutek gewonnen wurde, wurde ausgewertet und dabei wieder ein mit den früheren Ergebnissen vergleichbarer Wert für das Isotopenverhältnis gefunden.

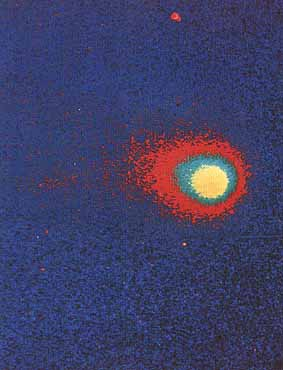
Falschfarbenbild des Kometen vom 25. Dezember 1973, Aufnahme im fernen Ultraviolett an Bord von Skylab

Bei dem Kometen C/1969 T1 (Tago-Sato-Kosaka) konnte 1970 erstmals die Lyman-α-Linie von Wasserstoff im Ultravioletten beobachtet werden. Das Erscheinen des Kometen Kohoutek bot die Gelegenheit, eine detaillierte Untersuchung des Profils dieser Emission zu unternehmen, da nun hochauflösende Instrumente einerseits durch einen Spektrografen am Apollo Telescope Mount (ATM) auf Skylab und andererseits an Bord des Satelliten Orbiting Astronomical Observatory 3 („Copernicus“) zum Einsatz bereit standen. Mit dem Spektrografen an Bord von Skylab wurde der Komet im Zeitraum von 18. Dezember 1973 bis 7. Januar 1974 beobachtet. Die Lyman-α-Linie wurde nur kurz nach dem Periheldurchgang vom 29.–31. Dezember beobachtet. Mit dem Teleskop und Spektrometer an Bord von OAO-3 wurde der Komet ab Ende Januar 1974 beobachtet. Aus dem Emissionsprofil der Lyman-α-Linie konnte die Ausgasungsgeschwindigkeit von Wasserstoff und die Produktionsrate von Wasser abgeleitet werden. Emissionslinien von OH und D konnten nicht beobachtet werden.
Erst 1973 war vorhergesagt worden, dass man die Emissionslinien von ionisiertem Wasser (H2O+) in den Spektren von Kometenschweifen beobachten könne. Kurz darauf wurde im Labor erstmals das Spektrum von H2O+ dargestellt. Als Ende Oktober 1973 spektroskopische Beobachtungen des Kometen mit dem 122-cm-Teleskop am Osservatorio Astrofisico di Asiago in Italien durchgeführt wurden, konnten neben den typischen Emissionslinien von CN, C3 und C2 dabei auch unidentifizierte Linien gefunden werden. Später konnte durch weitere Messungen bestätigt werden, dass es sich wahrscheinlich um die Linien von H2O+ handelt. Darüber hinaus konnten auch die Linien von CO+ und atomarem Sauerstoff gefunden werden. Zur Absicherung der Identifikation des Spektrums von H2O+ wurden im November 1973 und Januar 1974 weitere Beobachtungen mit dem 1-m-Teleskop am Wise Observatory in Israel und mit dem 3-m-Teleskop am Lick-Observatorium in Kalifornien durchgeführt, mit denen diese Annahme bestätigt werden konnte. Als kurz darauf der Komet C/1974 C1 (Bradfield) entdeckt wurde, konnten auch bei ihm die Linien von H2O+ gefunden werden. Bei beiden Kometen konnten die Produktionsraten des ionisierten Wassers bestimmt werden. Durch die Beobachtung des Spektrums von H2O+ konnte erstmals die Existenz von Wasser in Kometen bewiesen werden, was eine Bestätigung von Fred Whipples „schmutziger Schneeball“-Theorie für den Aufbau der Kometenkerne darstellte.

### Untersuchungen im Radiowellenbereich
Der Komet Kohoutek war der erste Komet, der mit dem großen Radioteleskop des Nançay-Radioobservatoriums in Frankreich beobachtet wurde. Bei der Wellenlänge von 18 cm wurden die Linien des Hydroxyl-Radikals (OH) vom Ende November 1973 bis Mitte Februar 1974 beobachtet. Während im Dezember Absorptionslinien festgestellt wurden, wurden ab Mitte Januar Emissionslinien beobachtet.
Die im optischen Bereich über ihre Emissionslinien nachgewiesenen Radikale CN, CO+, CH, NH, OH und viele andere sind Zerfallsprodukte komplexerer Verbindungen im Kometenkern, die nicht im optischen, sondern nur im Radiowellenbereich nachgewiesen werden können. Bei dem Kometen Kohoutek wurde zum ersten Mal CH3CN bei einer Wellenlänge von 2,7 cm nachgewiesen. CN oder CO konnten in diesem Wellenlängenbereich nicht detektiert werden.
Mit dem 11-m-Radioteleskop am Kitt-Peak-Nationalobservatorium wurde der Komet Mitte Dezember 1973 (vor dem Perihel) und Anfang Januar 1974 (nach dem Perihel) bei einer Wellenlänge von 3 mm beobachtet. Es wurden Linien von HCN, CH3CN, HNC, HNCO, CH3C2H, HC3N, SiO und einer nicht identifizierten Substanz gefunden. Die Produktionsraten der Substanzen wurden daraus bestimmt.
Mit dem 100-m-Radioteleskop Effelsberg wurden in der ersten Januarhälfte 1974 Beobachtungen bei einer Wellenlänge von 1,3 cm gemacht und dabei die Emissionslinien von H2O, NH3 und CH3OH gesucht, sie konnten aber nicht nachgewiesen werden, woraus nur obere Grenzen für die vorhandenen Konzentrationen dieser Substanzen abgeleitet werden konnten. H2O wurde erst später bei dem Kometen C/1974 C1 (Bradfield) gefunden.

### Sonstiges
Während eines Zeitraums von 60 Tagen um den Zeitpunkt, zu dem der HEOS 2-Satellit die Bahnebene des Kometen durchquerte, wurde mit seinen Partikeldetektoren eine starke Zunahme an Mikrometeoriten festgestellt. Es konnte nachgewiesen werden, dass sie vom Kometen Kohoutek stammten und in einer Entfernung von über 3,8 AE von der Sonne von ihm freigesetzt worden waren. Ihre Masse, Produktionsrate und Emissionsgeschwindigkeit konnte abgeschätzt werden.
Aus den zahlreichen Untersuchungen des Kometen in verschiedenen Wellenlängen konnten jeweils Produktionsraten einzelner Substanzen ermittelt werden. Eine Kombination aller dieser Forschungsergebnisse ermöglichte eine Abschätzung des gesamten Massenverlustes des Kometen an Wasser, Staub und anderen Molekülen. Die Produktionsraten flachten sich etwa einen Monat vor dem Periheldurchgang ab, erreichten einen Höchststand während des Perihels und sanken anschließend rasch auf niedrigere Werte ab als bei Annäherung an die Sonne. Der Verlust an Wasser wurde auf 64 Mio. t und der gesamte Massenverlust auf 100 Mio. t geschätzt. Es wurde auch ein Radius für den Kometenkern abgeschätzt, aber die Berechnung ging von einer extrem hohen Albedo der Kometenoberfläche aus und führte zu einem unrealistischen Resultat von nur wenigen km.
Zum Studium der zeitlichen Veränderungen des Kometenschweifs im Zeitraum 11.–23. Januar 1974 wurde aus Aufnahmen des Kometen am JOCR und an weiteren Observatorien in Arizona, Alaska und Hawaiʼi ein Zeitrafferfilm zusammengestellt, der Effekte wie Strahlen, Wellen, Verdichtungen und Knicke im Kometenschweif zeigt.

Rot: Bahn des Kometen, Blau: Bahn der Erde, Draufsicht

## Umlaufbahn
Für den Kometen konnte aus 812 Beobachtungsdaten über einen Zeitraum von 1 ¼ Jahren eine temporär hyperbolische Umlaufbahn bestimmt werden, die um rund 14° gegen die Ekliptik geneigt ist. Die Bahn des Kometen steht damit leicht schräg gestellt zu den Umlaufbahnen der Planeten. Im sonnennächsten Punkt (Perihel), den der Komet am 28. Dezember 1973 durchlaufen hat, war er noch etwa 21,3 Mio. km von der Sonne entfernt und befand sich damit innerhalb des Bereichs der Umlaufbahn des Merkur. Bereits am 23. Dezember hatte er den Merkur in 40,2 Mio. km Distanz passiert. Am 11. Januar 1974 erreichte er den geringsten Abstand zur Venus mit etwa 81,7 Mio. km und am 15. Januar näherte er sich der Erde bis auf etwa 120,6 Mio. km (0,81 AE). Am 17. Februar erfolgte noch ein Vorbeigang am Mars in etwa 63,9 Mio. km Abstand.
In der Nähe des absteigenden Knotens seiner Umlaufbahn bewegte sich der Komet um den 30. Januar 1974 in geringer Nähe zur Erdbahn, und zwar in nur etwa 4,4 Mio. km (0,029 AE) Abstand dazu. Das entspricht etwa dem 11 ½-fachen mittleren Abstand zum Mond. Die Erde hatte diese Stelle ihrer Bahn allerdings bereits knapp zwei Monate zuvor um den 4. Dezember 1973 passiert.
Bereits 1974 berechnete Marsden Bahnelemente, die nur gravitative Kräfte auf den Kometen berücksichtigen. Marsden, Zdenek Sekanina und E. Everhart nutzten sie später als Grundlage für die Berechnung der ursprünglichen und zukünftigen Bahn des Kometen. Demnach bewegte er sich lange vor seiner Passage des inneren Sonnensystems auf einer  elliptischen Bahn mit einer Großen Halbachse von etwa 50.000 AE (0,8 Lichtjahre), so dass seine Umlaufzeit bei etwa 11 Mio. Jahren lag. Für seine zukünftige Bahn berechneten sie eine Große Halbachse von etwa 1830 AE mit einer Umlaufzeit von etwa 78.500 Jahren.
In einer neueren Untersuchung konnte M. Królikowska 2020 aus 850 Beobachtungsdaten über einen Zeitraum von 1 ¼ Jahren zwei Sätze von Bahnelementen bestimmen, und zwar sowohl unter alleiniger Berücksichtigung von gravitativen Kräften als auch unter Berücksichtigung nicht-gravitativer Effekte. Diese Untersuchung zeigte für die rein gravitative Berechnung ähnliche Ergebnisse wie die von Marsden. Die folgenden Aussagen beruhen auf den nicht-gravitativen Bahnelementen. Der Komet bewegte sich demnach lange vor seiner Annäherung an das innere Sonnensystem auf einer extrem langgestreckten elliptischen Bahn mit einer Exzentrizität von etwa 0,9999975 und einer Großen Halbachse von etwa 57.500 AE (0,9 Lichtjahre). Er hatte damit eine Umlaufzeit in der Größenordnung von 14 Mio. Jahren. Diese Werte besitzen eine relativ große Unsicherheit. Der Komet kam aus der Oortschen Wolke und war definitiv „dynamisch neu“, d. h. er kam zum ersten Mal in Sonnennähe. Dies könnte auch seine ungewöhnliche Helligkeit bei Annäherung an die Sonne und sein rasches Verblassen nach seinem Periheldurchgang erklären, ein Phänomen, das bei „dynamisch neuen“ Kometen bereits öfters beobachtet wurde.
Durch die nicht-gravitativen Effekte beim nahen Vorbeigang an der Sonne und durch die Anziehungskraft der Planeten, insbesondere durch Annäherungen an Saturn am 23. März 1973 bis auf knapp 7 ½ AE, an Jupiter am 30. Dezember 1973 bis auf knapp 5 AE sowie ein weiteres Mal an Saturn am 21. August 1975 bis auf etwa 2 ½ AE Abstand, wurde seine Bahnexzentrizität auf etwa 0,999914 und die Große Halbachse auf etwa 1650 AE verringert. Der Komet könnte nach etwa 67.500 Jahren wieder in das innere Sonnensystem zurückkehren.

## Rezeption in der Kunst
In der populären Musik hinterließ die Begeisterung um den Kometen Kohoutek vielfach Spuren, wie unter anderem das „Concert for the Comet Kohoutek“ von Sun Ra und Songs von den Bands Argent („The Coming of Kohoutek“), Kraftwerk („Kohoutek – Kometenmelodie“), Journey, R.E.M. und 808 State (alle mit dem Titel „Kohoutek“), Václav Neckář („Komet Kohoutek“), sowie Willem („Ach du Schreck, der Kohoutek“).
Im Roman „Ein Komet fällt vom Himmel“ von Heinz G. Konsalik aus dem Jahr 1974 ändert der fiktive Komet „Kohatek“ seinen Kurs und bedroht die Erde. Der Roman „Lucifer’s Hammer“ von Larry Niven und Jerry Pournelle aus dem Jahr 1977 thematisiert mehrfach die überzogene Berichterstattung der Medien über den Kometen Kohoutek.